# Sharette García
Sharette García, född 2 juli 1969, är en friidrottare från Belize. Hon deltog vid olympiska sommarspelen 1996 i damernas löpning 800 meter.